# Økologisk selektion
Økologisk selektion er naturlig selektion minus seksuel selektion, dvs. en selektion hvor det alene er miljøet og omgivelserne der sorterer de egnede fra de uegnede. Denne selektion var omdrejningspunktet i Charles Darwins første værk Arternes Oprindelse.

## Uenighed om navnet
Der er ikke opnået fuld enighed om, hvad denne selektion skal hedde, da mange evolutionsteoretikere stadig bruger Charles Darwins oprindelige begreb, naturlig selektion, som dækkende for økologisk selektion (men ikke for seksuel selektion). Dette er dog meget forvirrende, da det ikke tager hensyn til at seksuel selektion også er naturlig (Darwin opdagede først seksuel selektion efter den naturlige selektion – dvs. hvad vi nu kalder økologisk selektion). Seksuel og økologisk selektion er begge naturlige i den forstand at de sker af sig selv og uden menneskelig indgriben – modsat kunstig selektion (raceforædling fx). Andre navne end 'økologisk selektion" er derfor blevet foreslået: 
- Miljøbestemt selektion
- Overlevelse-selektion
- Individuel selektion
- Aseksuel selektion